# نيت روبنسون
نيت روبنسون (بالإنجليزية: Nate Robinson)‏ مواليد 31 مايو 1984، هو لاعب كرة سلة أمريكي يلعب مع فريق لوس أنجلوس كليبرز في الرابطة الوطنية لكرة السلة ويحمل الرقم 8. يبلغ طوله 5 قدم 9 بوصة (1.8 م).

## روابط خارجية
- نيت روبنسون على موقع إن بي أي (الإنجليزية)
- نيت روبنسون على موقع سبورتس رفرنس (الإنجليزية)
- نيت روبنسون على موقع كرة السلة الأوروبية.كوم (الإنجليزية)
- نيت روبنسون على موقع DraftExpress.com (الإنجليزية)
- نيت روبنسون على موقع إي إس بي إن.كوم (الإنجليزية)
- نيت روبنسون على موقع كلية كرة السلة في سبورتس رفرنس.كوم (الإنجليزية)
- نيت روبنسون على موقع ريلجم (الإنجليزية)
- نيت روبنسون على موقع بروبوليرز (الإنجليزية)
- نيت روبنسون على موقع سبورتس رفرنس (الإنجليزية)